# Świątynia braci morawskich w Nowej Soli
Świątynia braci morawskich w Nowej Soli – budowla sakralna wzniesiona w 1769 w Nowej Soli przez zbór braci morawskich i wykorzystywana na cele sakralne do 1945. Mieści się przy ul. Wróblewskiego. Obecnie znajduje się w niej sala gimnastyczna.
Obiekt został wzniesiony w 1769 po mającym miejsce w 1759 pożarze wcześniejszej świątyni zbudowanej w 1747 (gmina braci morawskich w Nowej Soli została założona w 1744 za zgodą króla pruskiego Fryderyka II wydaną w 1742). Ma plan prostokąta, nakryty jest dwuspadowym dachem z naczółkami. W centralnej części kalenicy znajduje się wieżyczka zegarowa z latarnią zakończoną baniastym hełmem z chorągiewką. Na poddaszu budynku znajdowało się mieszkanie. Świątynia przestała pełnić funkcje sakralne w 1945. Później została zamieniona na salę gimnastyczną pobliskiej szkoły.